# آرتور دیکسون (بازیکن فوتبال، زاده ۱۸۸۷)
آرتور دیکسون (انگلیسی: Arthur Dixon؛ فوریه ۱۸۸۷ – ۱۹۶۴ (۷۶−۷۷ سال)) بازیکن فوتبال اهل بریتانیا بود.
از باشگاه‌هایی که در آن بازی کرده‌است می‌توان به باشگاه فوتبال بارو، باشگاه فوتبال فولام و باشگاه فوتبال پلیموث آرگیل اشاره کرد.